# 扎斯穆基

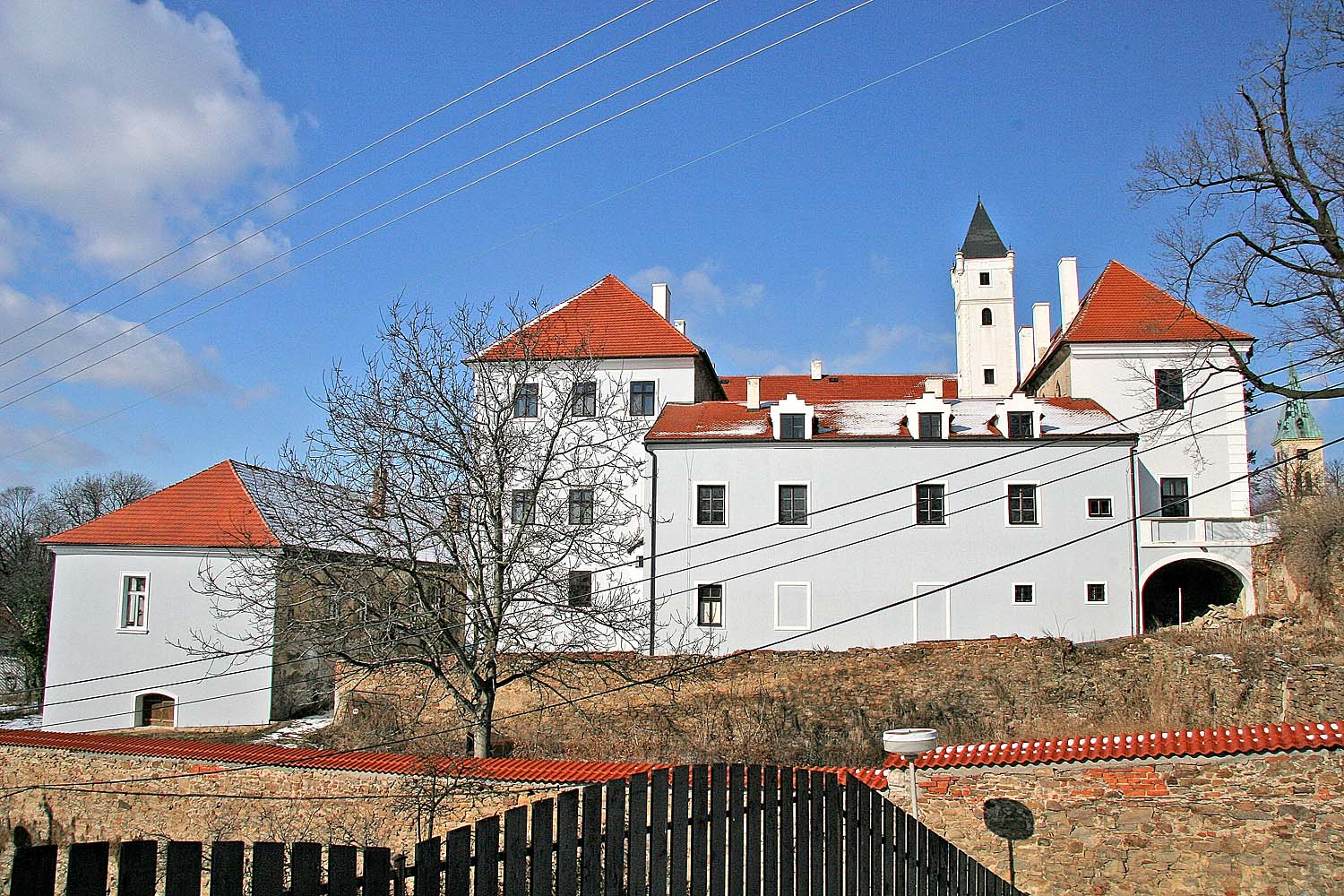

扎斯穆基是捷克的城鎮，位於該國中部，距離科林約16公里，由中波希米亞州負責管轄，面積24.11平方公里，海拔高度340米，2011年人口1,854。
49°57′N 15°02′E / 49.950°N 15.033°E